# Zumanity

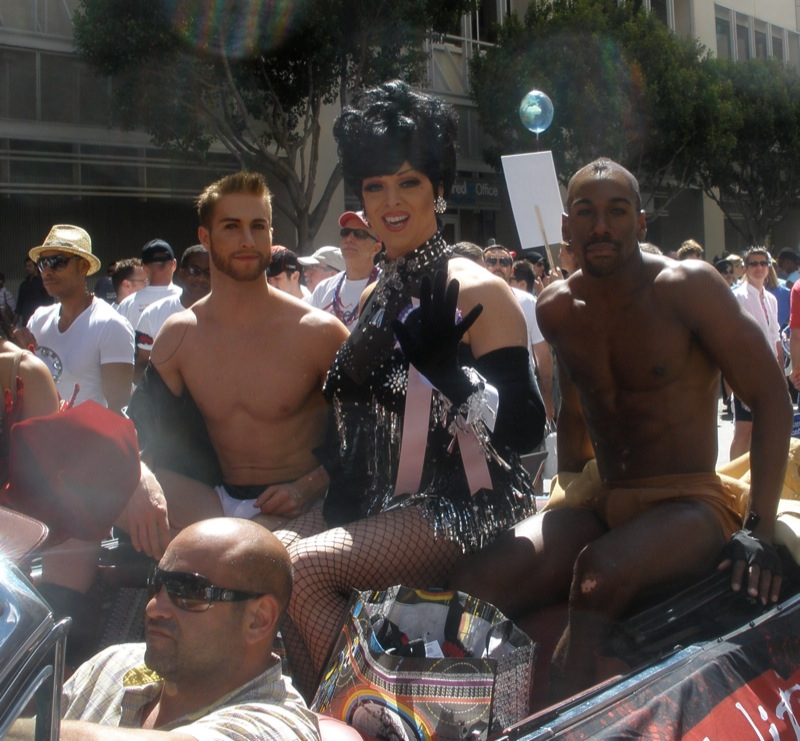
Zumanity

Zumanity é um show-cabaré do Cirque du Soleil, residente no Hotel e Cassino New York-New York. É o primeiro show "adulto" do Cirque, creditado como O lado sensual do Cirque du Soleil.
Zumanity é o terceiro de seis shows residentes em Las Vegas (junto com "O", Mystère, LOVE, Kà, e Criss Angel: BELIEVE).
O nome é uma brincaidera com as palavras que, em inglês, significam zoológico e humanidade.

## Criadores
- René-Richard Cyr - Escritor e Diretor
- Dominic Champagne - Escritor e Diretor
- Andrew Watson - Diretor de criação
- Thierry Mugler - Criador e Design das Fantasias
- Stéphane Roy - Design do Palco
- Simon Carpentier - Compositor e Diretor Musical
- Luc Lafortune e Warley Alves - Design de Luz
- Jonathon Deans - Design de Som
- Cahal McCrystal - Diretor Comédico
- Natacha Merritt - Fotógrafa
- Nathalie Gagné - Design das Maquiagens
- Jaque Paquin - Equipamento Acrobático
- Normand Blais - Design dos items
- Marguerite Derricks - Coreógrafo
- Debra Brown - Coreógrafo
- Patrick King - Coreógrafo Convidado

## Atos
- Abertura

- Waterbowl

Abandonando a inocência, contorcionistas Gyula e Bolormaa lavam as inibições e provam o amor pela primeira vez.
- Aerial Hoops

Julia trás fantasias escolares á vida.
- Rose Boy

- Hand to Hand

- Dislocation

- Dance on TV

- 2Men

- Market

O gigolô residente de ZUMANITY, Antonio, sente a raiva das mulheres que ele pegou. Capturado, ele sofre com a romântica vingança delas.
- Aerial Straps

- Tissus

- Midnight Bath

- Orgy

## Trilha sonora
A música de Zumanity é um mix eclético de rock, clássica, urbana, tango e música mundial. Tem ritmos sensuais, músicas sedutoras e letras provocadoras.
Abaixo, as músicas, na ordem que elas aparecem no CD.
1. Mio Bello Bello Amore
2. Entrée
3. En Zum
4. Wind
5. Another Man
6. First Taste
7. Do It Again
8. Water Bowl (Awakening)
9. The Good Thing
10. Tickle Tango
11. Into Me
12. Fugare
13. Meditation
14. Piece of Heaven
15. Zum Astra
16. Mangora En Zuma
17. Per Sempre
18. Bello Amore

Deve ser notado que de todos as músicas do CD apenas duas são da performance - todas as outras foram inspiradas por Zumanity. Quando a produção contratou diretores musicais para o show por cinco anos, mudou a música também, não apenas a trilha sonora.